# La Bâtie-Neuve

La Beaume este o comună în departamentul Hautes-Alpes, Franța. În 1 ianuarie 2022 avea o populație de 2.611 de locuitori.